# Abtei Glenstal
Die Abtei Glenstal (englisch Glenstal Abbey, irisch Mainistir Ghleann Stáil) ist eine Benediktiner-Abtei in Murroe, County Limerick, Irland. Die Abtei gehört zur Kongregation von der Verkündigung der seligen Jungfrau Maria, einem Klosterverband der Benediktinischen Konföderation.
Die Abtei befindet sich in und neben Glenstal Castle (Caisleán Ghleann Stáil), einem Schloss im normannischen Stil, das von der Familie Barrington erbaut wurde. 1925 wurde das Schloss  an den Benediktinerorden übertragen. 1927 wurde mit Hilfe der belgischen Abtei Maredsous eine Ansiedlung initiiert und 1932 offiziell fixiert. Seit Gründung besteht das Internat Glenstal Abbey School. 
Die Äbte/Prioren waren/sind:
- Prior Bede Lebbe OSB (bis 1938)
- Prior Idesbald Ryelandt OSB (1938–1945)
- Prior Bernard O’Dea OSB (1945–1952)
- Prior Placid Murray OSB DD (1952–1957)
- Abt Joseph Dowdall OSB (1957–1966)
- Abt Agustine O’Sullivan OSB (1966–1980)
- Abt Celestine Cullen OSB (1980–1992)
- Abt Christopher Dillon OSB (1992–2008)
- Abt Mark Patrick Hederman OSB (2008–2016)
- Abt Brendan Coffey OSB (seit 2016)

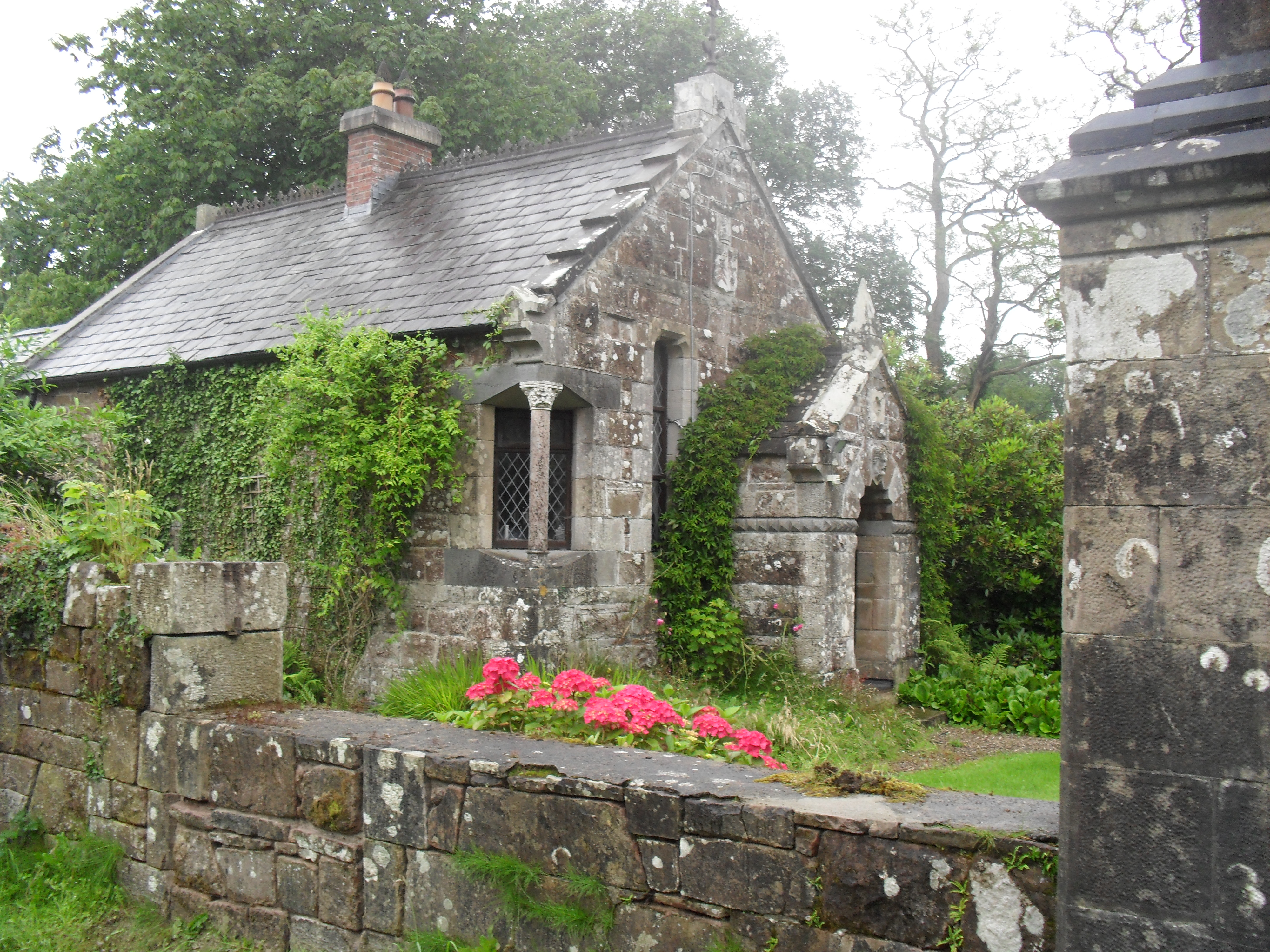
Torhaus
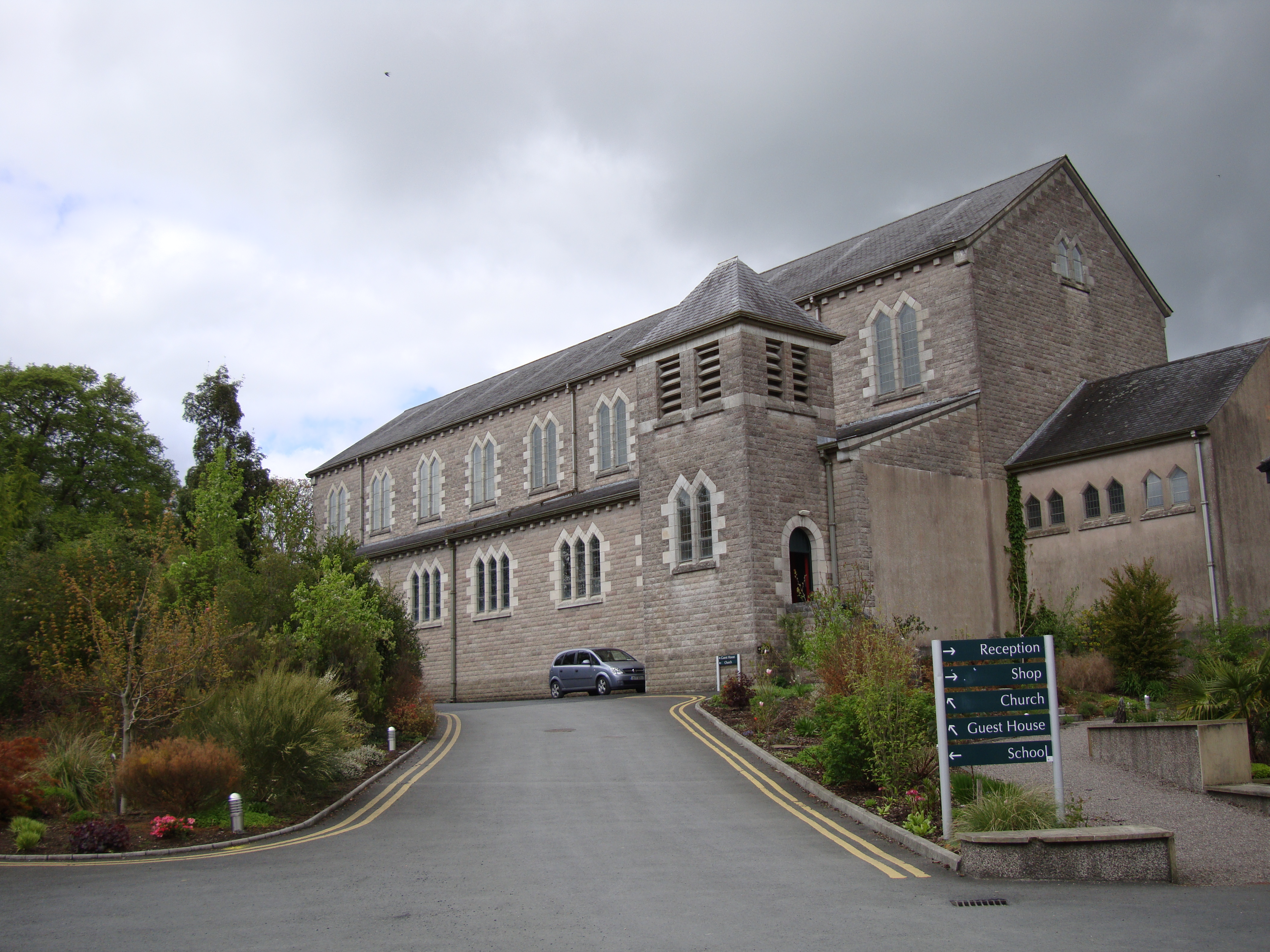
Kirche (außen)
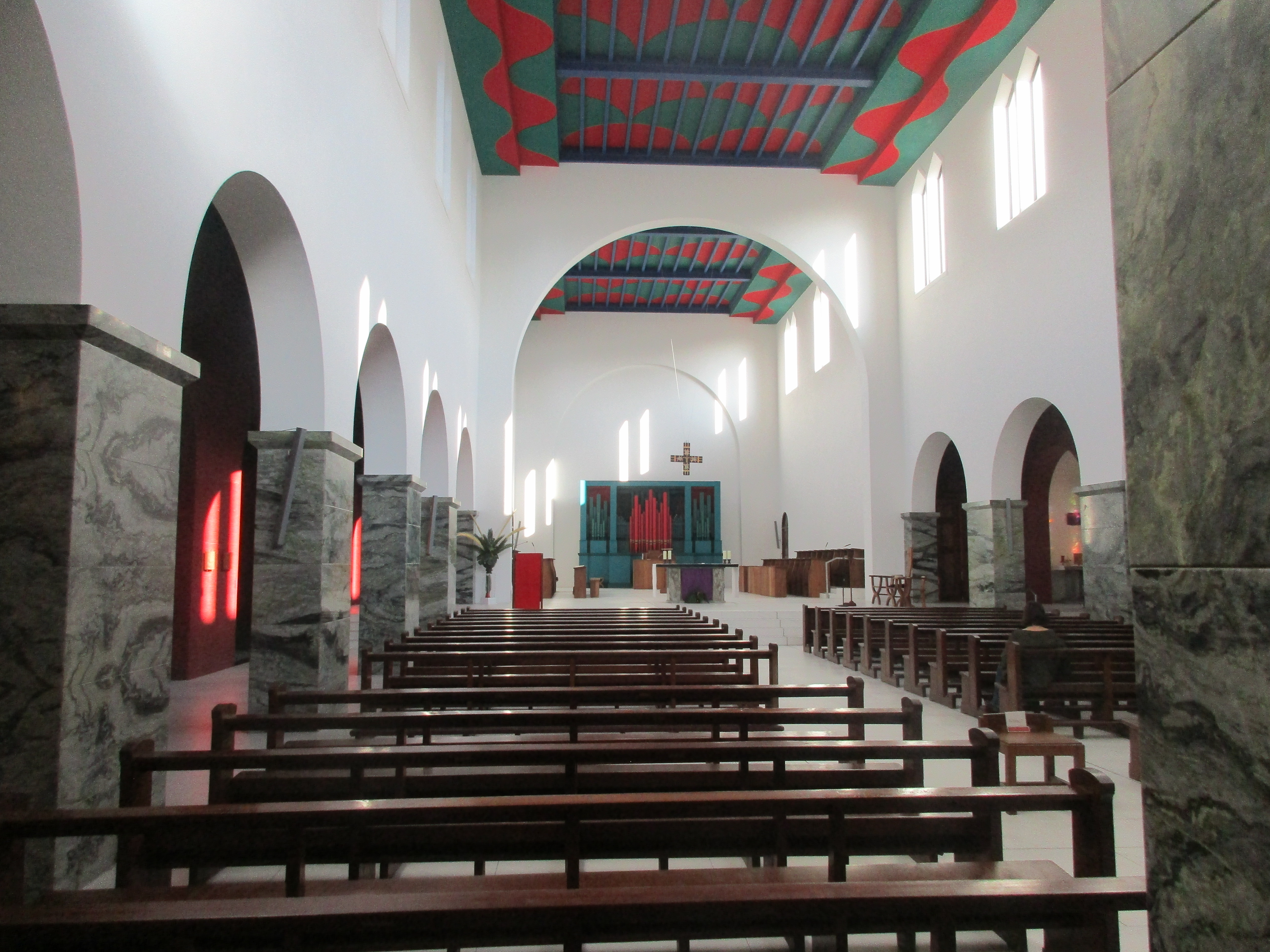
Kirche (innen)
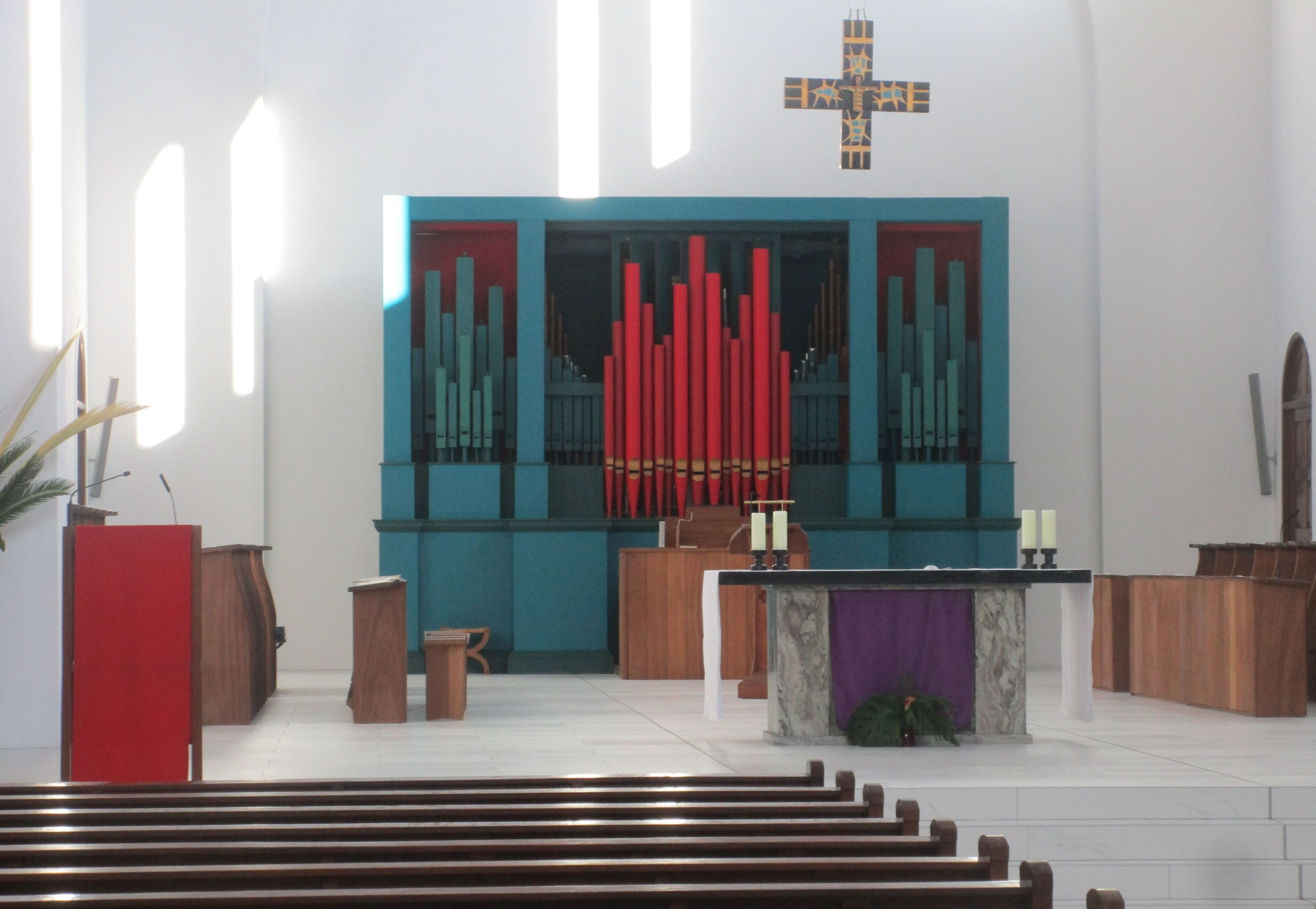
Orgel
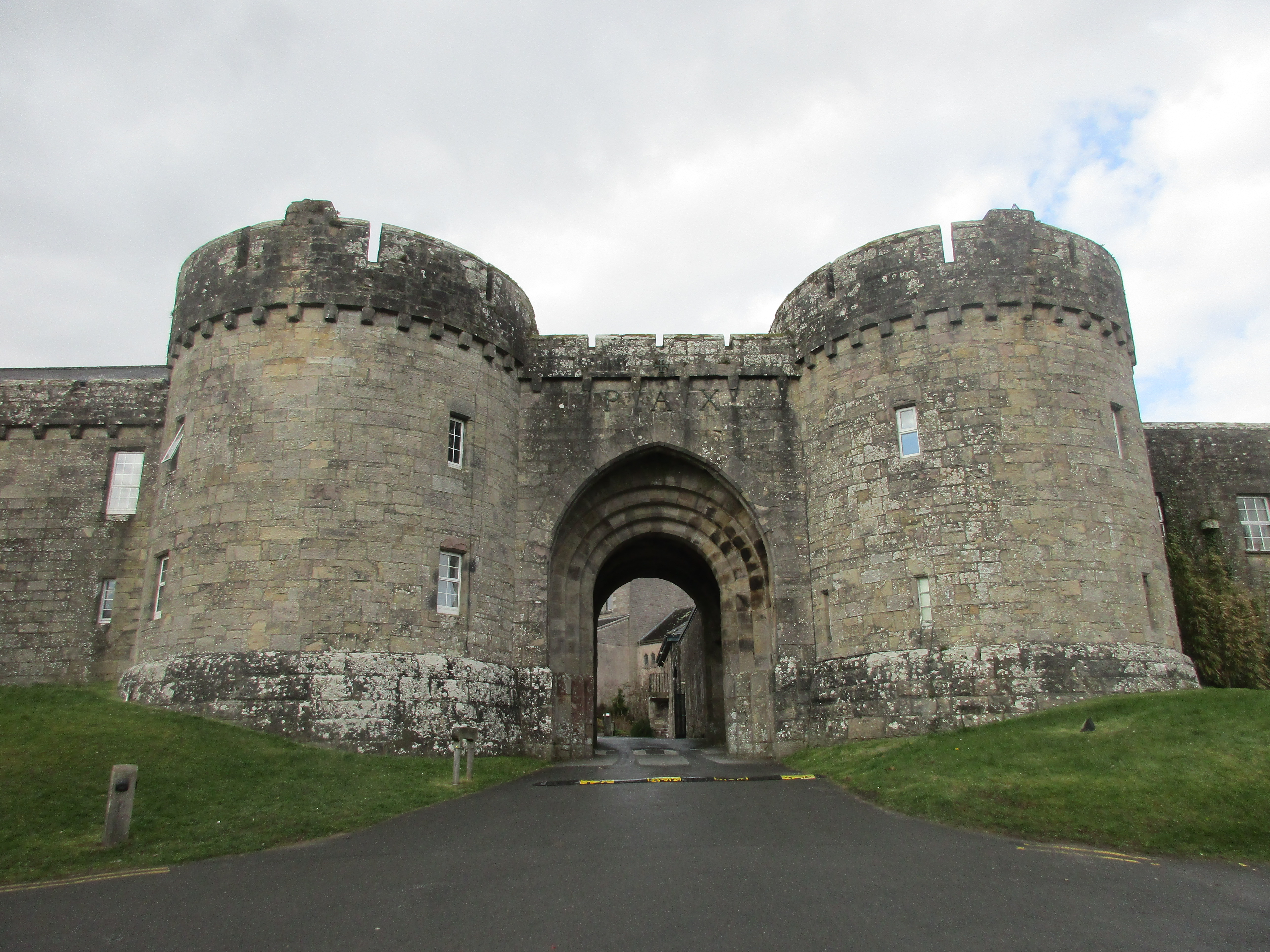
Eingang zur Abtei
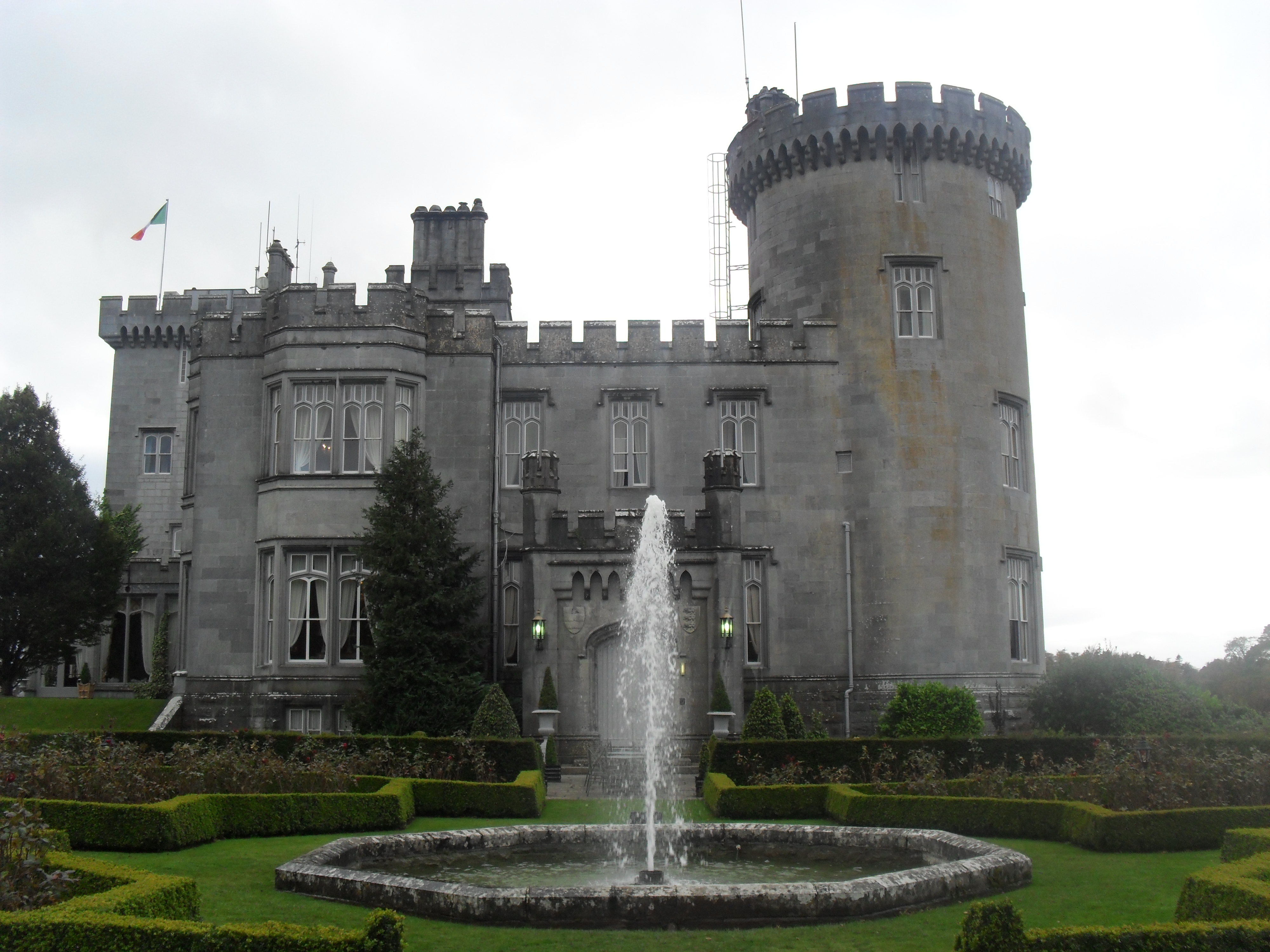
Hauptgebäude